# عباس سروانی
عباس سروانی (انگلیسی: Abbas Sarwani؛ زادهٔ) پدیدآور، و تاریخ‌نگار اهل هند است.